# Back into Your System
Back into Your System – trzeci album studyjny w dorobku amerykańskiej grupy Saliva, wydany 12 listopada 2002 roku przez wytwórnie Island Records i Mercury Records.

## Lista utworów
Lista według źródła:
1. „Superstar II” – 3:22
2. „Weight of the World” – 4:28
3. „Always” – 3:51
4. „Back into Your System” – 4:31
5. „All Because of You” – 4:42
6. „Raise Up” – 3:45
7. „Separated Self” – 4:01
8. „Rest in Pieces” – 3:46
9. „Storm” – 4:21
10. „Holdin On” – 4:20
11. „Pride” – 2:54
12. „Famous Monster” – 4:45

## Twórcy
Lista według źródła:
- Robert Kelley – śpiew
- Josey Scott – śpiew gitara akustyczna, instrumenty perkusyjne
- Wayne Swinny – gitara
- Chris D – gitara
- Dave Novotny – gitara basowa
- Paul Crosby – perkusja
- Bob Marlette – produkcja
- Michael Baskette – inżynier dźwięku
- Tony Vanias – realizacja nagrań
- Cliff Norrell – miks
- Randy Staub – miks
- Stephen Marcussen – mastering
- James Minchin – zdjęcia